# Joel Parker
Joel Parker, född 24 november 1816, död 2 januari 1888, var en amerikansk politiker som var guvernör i New Jersey 1863–1866 och 1871–1874.

## Tidigt liv, familj
Parker föddes nära Freehold i New Jersey, som son till Charles och Sarah (Coward) Parker. Han gick på College of New Jersey (senare känt som Princeton University) och tog examen 1839. Han arbetade på Henry W. Greens advokatbyrå och antogs till advokatsamfundet 1842. Han gifte sig med Maria Mott-Gummere 1843, de fick två söner och en dotter.

## Politisk karriär
Parker var medlem av Demokraterna och valdes till New Jerseys parlament 1847, där han tjänstgjorde till 1851, då han fick tjänst som "prosecutor of pleas" i Monmouth County. Han fortsatte att vara aktiv i politiken och var elektor för New Jersey i presidentvalet 1860, då han röstade för Stephen A. Douglas.
År 1860 utnämnde New Jerseys dåvarande guvernör Charles Smith Olden Parker till generalmajor av New Jerseys milis.

## Guvernör
Joel Parker nominerades till guvernör 1862 och kandiderade som "krigsdemokrat" som stödde en militär lösning på amerikanska inbördeskriget snarare än förhandlingar eller acceptans av Konfedererade Staterna. Han besegrade Marcus L. Ward med den största marginalen som uppmätts dittills i delstatens historia.
Trots att han var för kriget, var Parker mycket kritisk till Abraham Lincolns regerings inskränkningar av medborgerliga rättigheter med hänvisning till krigsansträngningarna. Han kritiserade Lincoln för att ha upphävt habeas corpus och för vad han såg som den grundlagsstridiga Emancipation Proclamation.
Parker var med 1863 vid ceremonin på soldatkyrkogården i Gettysburg, där Lincoln höll Gettysburgtalet.
Parker valdes till en andra mandatperiod som guvernör från 1871 till 1874. Han blev sedan Attorney General i New Jersey 1875 och tjänstgjorde som domare i delstatens högsta domstol från 1880 till 1888.
Han begravdes på Maplewood Cemetery i Freehold i New Jersey.